# Julius Bermann
Julius Bermann (* 1. Mai 1868 in Bojanowitz bei Slobitz, Bezirk Kremsier; † 7. Jänner 1943 in Theresienstadt) war ein österreichischer Gewerkschafter und sozialdemokratischer Gemeinderat in Wien.

## Leben

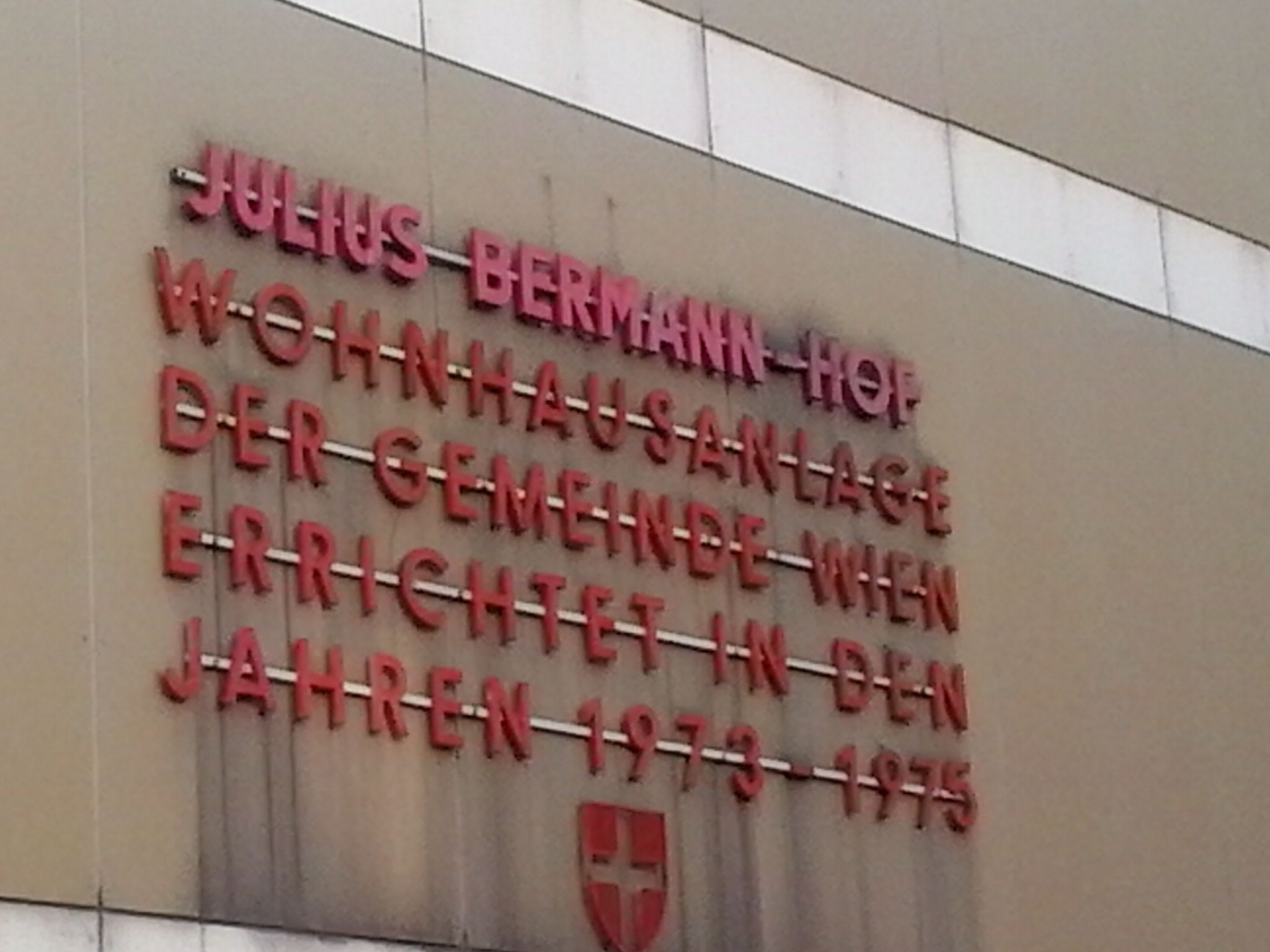
Julius-Bermann-Hof (2013)

Julius Bermann war 1892 Mitgründer des Vereins kaufmännischer Angestellter und ab 1901 Sekretär des Gehilfenausschusses der Wiener Kaufmannschaft. Von 1918 bis 1934 war er Mitglied des Gemeinderates in Wien. Er wurde im Ghetto Theresienstadt ermordet.
Der von 1973 bis 1975 erbaute Gemeindebau Julius-Bermann-Hof in Wien-Leopoldstadt wurde nach Julius Bermann benannt, wo eine Gedenktafel an ihn erinnert.

## Schriften
- Die gesetzlichen Rechte der eingerückten Angestellten. Erläuterung zur kaiserlichen Verordnung vom 29. Februar 1916 betreffs die Aufrechterhaltung der Dienstverhältnisse aller Privatangestellten, auf die das Handlungsgehilfengesetz Anwendung findet. Verfasser und Herausgegeben im Auftrag der vereinigten gewerkschaftlichen Angestelltenorganisationen, Brand, Wien 1916.
- Die freigewerkschaftliche Angestelltenbewegung in Österreich. Gründung, Entwicklung und Erfolge des Zentralvereines der Kaufmännischen Angestellten Österreichs. 1892-1932. Herausgegeben aus Anlaß des vierzigjährigen Bestandes, Zentralverein der Kaufmännischen Angestellten Österreichs, Wien 1932.